# Trương Đình Hùng
Trương Đình Hùng sinh ngày 2 tháng 9 năm 1945 tại Sài Gòn. Ông Hùng được biết tới nhiều qua vụ án gián điệp năm 1978, bị FBI tố cáo là đã lấy 2 tài liệu mật của bộ Ngoại giao Hoa Kỳ giao cho chính phủ Cộng hòa Xã hội chủ nghĩa Việt Nam. Vì vấn đề này mà đại sứ Đinh Bá Thi (đại diện Việt Nam tại Liên Hợp Quốc) đã bị chính quyền Mỹ trục xuất.

## Tiểu sử
Trương Đình Hùng là con trai đầu lòng của luật sư Trương Đình Dzu – một ứng cử viên trong cuộc tranh cử Tổng thống VNCH năm 1967, chủ trương thương lượng với Mặt trận Dân tộc Giải phóng Miền Nam Việt Nam và bà Võ Thị Kim Hoàng. Ông có người em trai và gái, luật sư Monique Trường Miller, sống ở Los Angeles, cùng nhiều anh em cùng cha khác mẹ.
Năm 1965, ông Hùng sang Mỹ du học ở đại học Stanford, Hoa Kỳ, sau khi lấy bằng tú tài tại trường trung học Jean Jacques Rousseau, mà bây giờ là Trường Trung học phổ thông Lê Quý Đôn. Ông tốt nghiệp ngành chính trị và kinh tế.
Năm 22 tuổi, khi cha ông bị chính quyền Đệ Nhị Cộng hòa bỏ tù, Hùng bắt đầu hoạt động chính trị trong nhóm phản chiến, chống chiến tranh Việt Nam. Năm 1980 ông bị tòa án Hoa Kỳ kết tội làm gián điệp và xử 15 năm tù. Ông Hùng thi hành án được 7 năm 4 tháng thì được trả tự do với điều kiện phải rời Mỹ. Năm 1986, ông Trương Đình Hùng sang Hà Lan sinh sống cùng với vợ là bà Carolyn Gates, một chuyên gia về chính trị Trung – Cận Đông, mà ông đã lấy vào năm 1978.
Mấy năm sau ông lại quay về châu Á, có khi ở Hà Nội với tư cách nhân viên của Liên minh châu Âu.

## Vụ án gián điệp 1978
Năm 1978 ông bị bắt vì tội làm gián điệp vì đã nhận tài liệu mật từ Ronald Humphrey, nhân viên của cơ quan tuyên truyền USIA, thuộc bộ Ngoại giao Hoa Kỳ. Hùng giao tài liệu cho Đặng Mỹ Dung (Yung Krall), điệp viên của CIA với ý nhờ chuyển cho Huỳnh Trung Đồng, chủ tịch Hội người Việt Nam tại Pháp và là liên lạc viên của chính phủ Việt Nam tại Paris. Dung Krall, tên tiếng Việt Đặng Mỹ Dung, là con gái của Đặng Quang Minh, nguyên đại sứ Mặt trận Dân tộc Giải phóng Miền Nam Việt Nam (MTDTGPMNVN) tại Liên Xô, nên bà có dịp sinh hoạt và được Phan Thanh Nam – mật thám của tòa đại sứ Việt Nam tại Paris móc nối. Mặc dù không xin giấy phép của tòa án, nhân viên FBI đã nghe lén điện thoại của ông Hùng bằng cách đặt máy nghe trong nhà ông, cũng như máy chụp hình tại văn phòng ông Humphrey. Cũng như Ronald Humphrey, ông Hùng bị xử 15 năm tù, nhưng được trả tự do sau 7 năm 4 tháng. Trong một hồi ký vào năm 2003, "Fighting Injustice," Michael E. Tigar, luật sư đại diện cho ông Hùng trước tòa, mô tả vụ án này là một sự trả thù chính trị đối với những người phản chiến.